# Alecto
L'Alecto era un semovente d'artiglieria sperimentale sviluppato in Gran Bretagna durante la seconda guerra mondiale. Il mezzo utilizzava lo scafo del carro leggero Mk.VIII.

## Sviluppo
Lo sviluppo di un obice da 95 mm iniziò nel 1942. Furono realizzati due prototipi di questo pezzo d'artiglieria uno dei quali pensato per essere montato sullo scafo di un carro leggero Mk.VIII. L'obice venne montato, con la volata rivolta all'indietro rispetto al senso di marcia, in una struttura a cielo aperto realizzata sulla parte superiore dello scafo. Le prime prove iniziarono solo verso la fine del 1944 ed evidenziarono numerosi problemi che trovarono soluzione solo dopo che il conflitto in Europa era ormai concluso. Si pensò di impiegarlo in Estremo Oriente ma la fine della guerra anche su questo teatro portò all'abbandono dell'intero progetto.

## Versioni
- Mk.I: Semovente armato con un obice da 95 mm con canna lunga 20 calibri
- Mk.II: Semovente armato con il cannone Ordnance QF 6 lb da 57 mm
- Mk.III: Semovente armato con il cannone/obice Ordnance QF 25 lb da 88 mm. Di questo mezzo venne parzialmente realizzato anche un prototipo
- Mk.IV: Semovente dotato di obice da 32 libbre
- Alecto Dozer: Versione dotata di pala per fungere da bulldozer

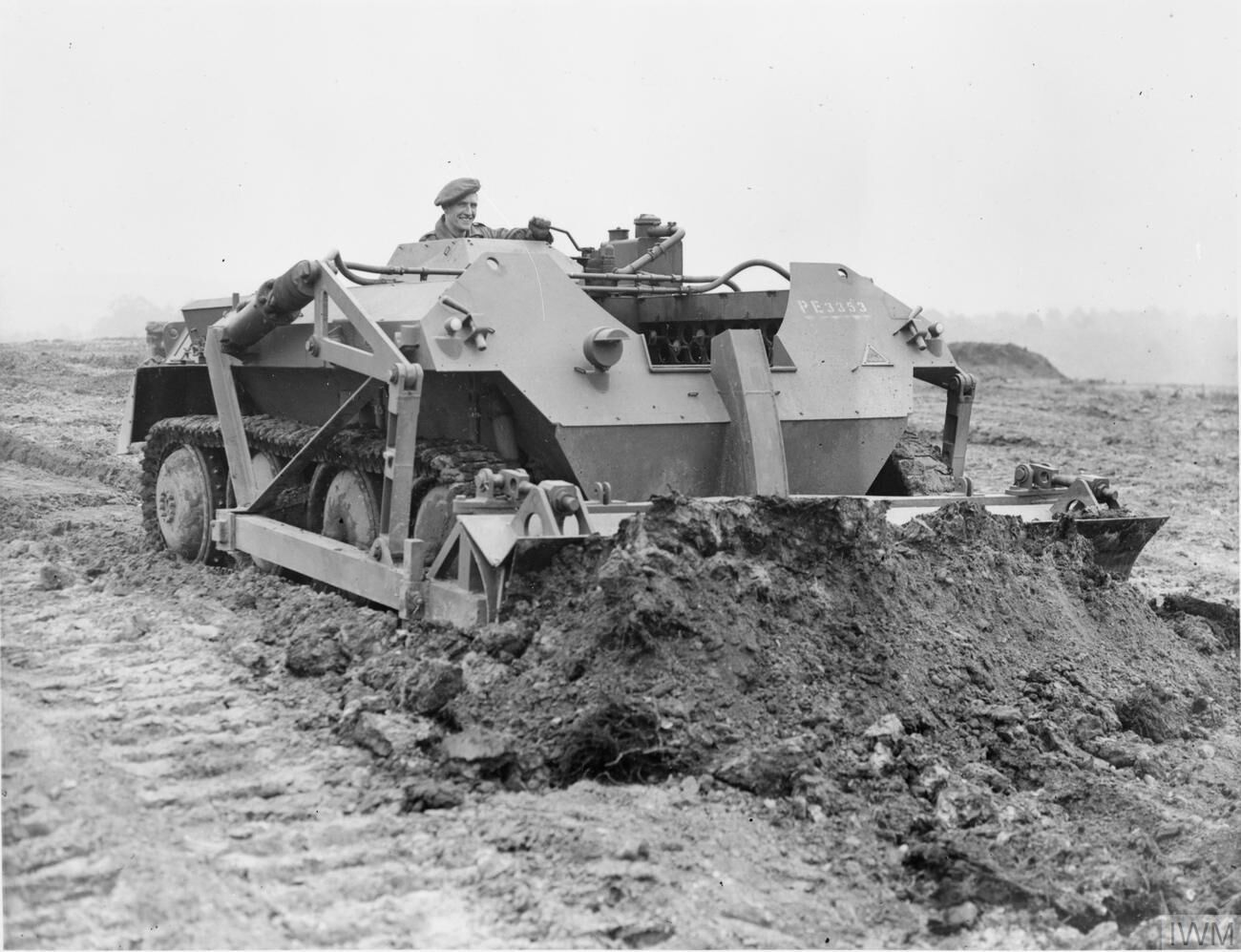
L'Alecto Dozer